# Plan filmowy
Plan filmowy – rozmiar kadru obejmującego fragment przestrzeni; określony sposób kadrowania, wynikający z odległości kamery od filmowanego obiektu czyli z odległości filmowanego obiektu od widza, rodzaju użytego obiektywu i oświetlenia oraz sposobu komponowania przestrzeni. Miarą kadru jest umieszczona w nim ludzka sylwetka i jej proporcje względem otoczenia.
Zazwyczaj jednemu planowi odpowiada jedno ujęcie, jednak niekiedy za sprawą ruchu postaci lub ruchu kamery jedno ujęcie może rozgrywać się w kilku planach lub kilka ujęć może pozostawać w tym samym planie.
Dzięki głębi ostrości możliwe jest uzyskanie tzw. planu złożonego, w którym w ramach jednego ujęcia widać jednocześnie dwa lub więcej obiektów sfilmowanych w różnych planach.
Przejścia między różnymi planami dokonuje się za pomocą montażu, montażu wewnątrzujęciowego oraz zmiany ostrości.

## Rodzaje kadrów / planów
- totalny/daleki – przedstawia ogólną topografię przestrzeni akcji (panoramę), postać ludzka jest niewielka, wkomponowana w obszerne tło lub nieobecna; stosowany do ogólnych opisów miejsca akcji oraz prezentacji plenerów[1].
- ogólny – pełny obraz miejsca akcji, sylwetka ludzka jest zauważalna, dobrze widoczny jest plener lub dekoracje, służy zazwyczaj zarysowaniu związków postaci z otoczeniem oraz przekazaniu ogólnych informacji o miejscu akcji[1][4].
- pełny – wycinek z planu ogólnego, w kadrze mieści się cała sylwetka ludzka, widać część dekoracji. Popularny w kinie niemym[1]
- amerykański – stanowi wycinek planu pełnego, postać ludzka jest pokazana od kolan w górę i dominuje w kadrze; najczęściej stosowany w scenach dialogowych[1]
- średni – kadruje postać ludzką od pasa w górę, kładąc większy nacisk na mimikę niż plan amerykański[5]
- bliski (półzbliżenie) – obejmuje popiersie, postać jest dominująca wobec tła[1]
- zbliżenie/wielki plan – twarz lub inny obiekt zajmuje większą lub całą część kadru, umożliwia dokładne obserwowanie detali obiektu lub mimiki[1]
- detal/wielkie zbliżenie – szczególna forma zbliżenia, plan szczegółu ciała lub istotnego detalu akcji, który wypełnia kadr; jest to plan o maksymalnym skupieniu uwagi, służy zazwyczaj zwiększeniu napięcia emocjonalnego[1]
- makrodetal – ukazanie wycinka rzeczywistości niedostrzegalnego gołym okiem[5].